# Esperança Garcia
Esperança Garcia (Fazenda Algodões, circa 1751 - ?) foi uma mulher negra escravizada brasileira, considerada a primeira mulher advogada do Brasil. Em 6 de setembro de 1770, Esperança enviou uma petição ao então presidente da Capitania de São José do Piauí, Gonçalo Lourenço Botelho de Castro, onde denuncia maus-tratos e abusos físicos contra ela, seu filho e companheiras de cativeiro, feitos pelo feitor da Fazenda Algodões.

## Biografia
Esperança nasceu em uma fazenda de propriedade dos jesuítas, onde hoje fica o município de Nazaré do Piauí. Aos 9 anos de idade, quando a ordem foi expulsa do Piauí pelo Marquês de Pombal, ela foi levada como escrava para a casa do capitão Antônio Vieira de Couto. Aos 16 anos, teve seu primeiro filho. Em 6 de setembro de 1770, escreveu uma carta ao governador da Capitania do Piauí, Gonçalo Lourenço Botelho de Castro, denunciando os maus-tratos que sofria. Pedia ainda para retornar à Fazenda Algodões e para ter sua filha batizada.
Fugiu pouco depois, reaparecendo numa relação de trabalhadores escravizados da Fazenda Algodões, datada de 1778, casada com o angolano Ignácio e com sete filhos.

## A carta

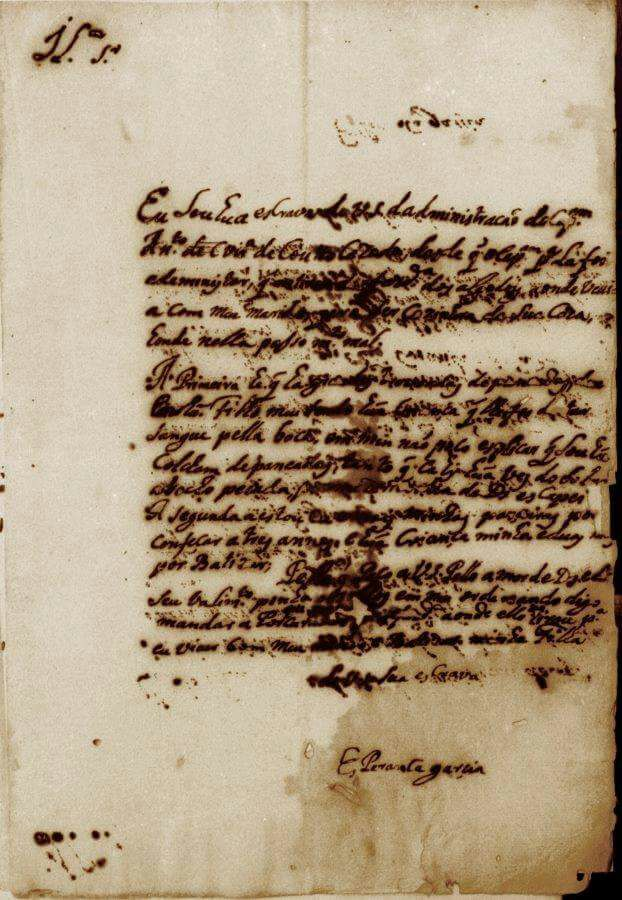
A carta em que Esperança Maria fundamenta sua situação ao governador da capitania.

A carta de Esperança Garcia é considerada a primeira petição escrita por uma mulher na história do Brasil, o que a torna uma precursora da advocacia no país e no estado do Piauí. Também é um documento importante na origem da literatura afro-brasileira. Na data de envio, 6 de setembro, é comemorado o Dia Estadual da Consciência Negra no Piauí.

## Legado

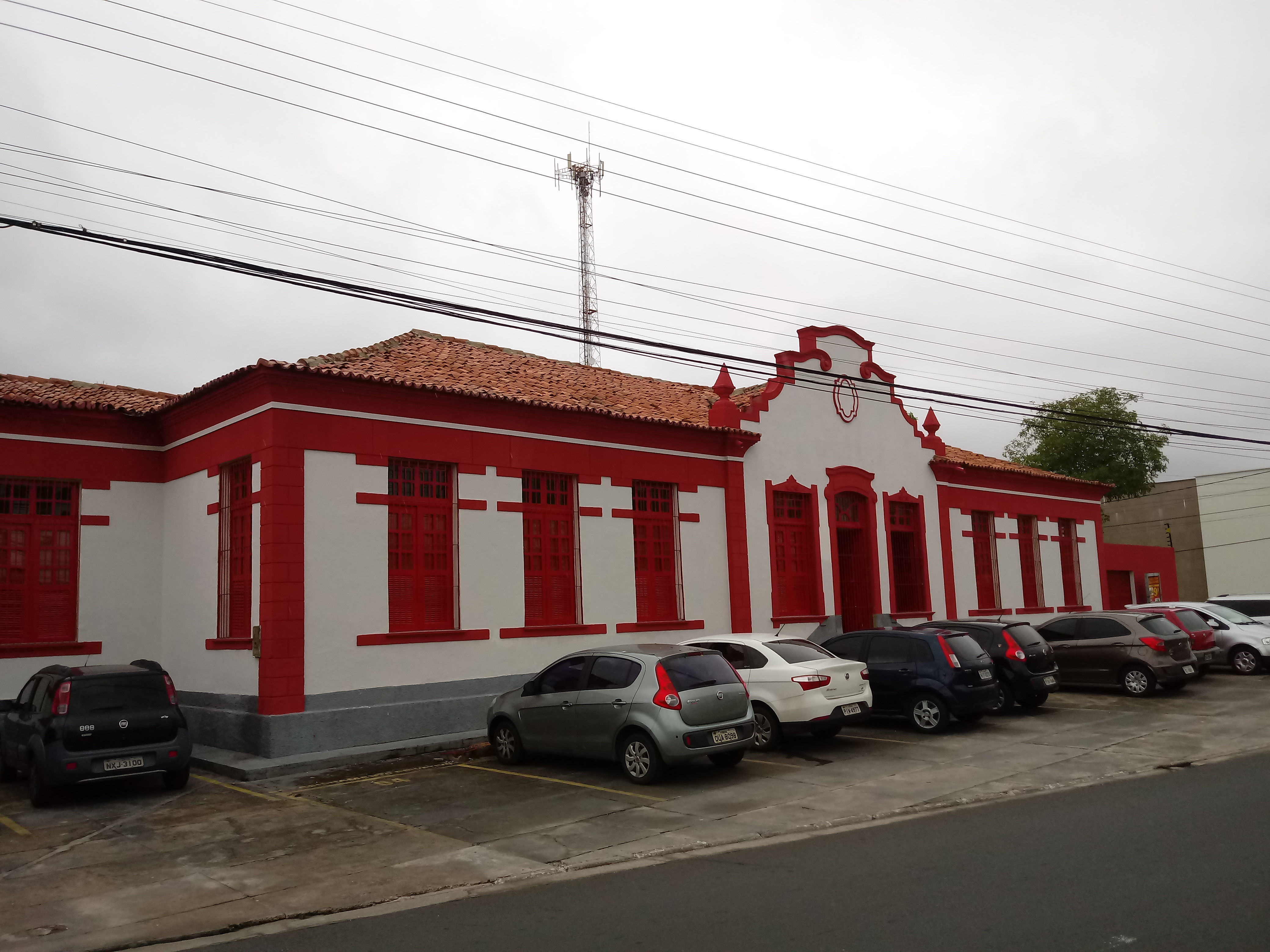
Memorial Esperança Garcia, na avenida Miguel Rosa, em Teresina.

Em 2017, o Memorial Zumbi dos Palmares, espaço dedicado à cultura negra em Teresina, foi reformado e reinaugurado com o nome de Memorial Esperança Garcia. No Carnaval de 2019, a Estação Primeira de Mangueira fez uma homenagem a Esperança Garcia em seu samba-enredo "História pra Ninar Gente Grande". Em 2023, a escola de samba Em Cima da Hora homenageou Esperança Garcia em seu enredo, na Série Ouro dos desfiles do Rio de Janeiro.
Desde 2019, está em tramitação no Congresso Nacional do Brasil o Projeto de Lei n.º 3.772, de 2019, que propõe inscrever o nome de Esperança Garcia no Livro de Heróis e Heroínas da Pátria.
Em 2022, Esperança Garcia foi reconhecida como a primeira advogada brasileira pelo Conselho Pleno da Ordem dos Advogados do Brasil (OAB).